# Amice
Nella mitologia greca,  Amice  era la figlia del re di Cipro Salamino.

## Il mito
La ragazza una volta cresciuta decise di fuggire dall'isola in cerca di nuove terre da conquistare e città da fondare. Nei suoi viaggi arrivò ad Antiochia, dove riuscì a portare numerosi compatrioti fondando una colonia e trascorrendovi diversi anni. Un giorno conobbe Caso, uno dei figli di Inaco, che aveva avuto una vita simile alla sua; anch'egli infatti, provenendo da un'isola (nel suo caso Creta), aveva fondato una colonia nelle vicinanze. I due decisero di sposarsi. Quando la donna morì la seppellirono in una città con il suo nome, Amice.